# ジミー・ジャスティス
ジミー・ジャスティス（Jimmy Justice、1939年12月15日 - ）は、イギリスの歌手。魂の込もった円熟した歌声を持つことから、"イギリスのベン・E・キング"の異名を持つ。ザ・ビートルズがデビューする前に活動していた。
主にジャズやポップスのカバーをしている。同時期に活動しており、かつ友人でもあるエミル・フォードよりはポップス寄りである。また、自作の曲も何曲か存在する。その時は「James Little」とクレジットされている。

## 来歴

### 生い立ち
1939年12月15日、ロンドンのバーモンジーに生まれ、サリー州のカーシャルトンで育つ。幼い頃、ナット・キング・コールやダイナ・ワシントンといった黒人の音楽を聴き、興味を持つ。
10代後半、セントルシア出身の黒人歌手、エミル・フォードと親友になり、彼のバックバンドのザ・チェックメイツのギグにも参加する。

### デビューへ
1959年にフォード達も既に契約していたパイ・レコードと契約を交わし、1960年、オールド・ラング・サインをアレンジした「アイ・アンダースタンド」でシングル・デビューする。
やがて、後にザ・サーチャーズのプロデュースも務めるトニー・ハッチがプロデューサーになる。2枚目のシングル、「ホエン・ラヴ・ハズ・レフト・ユー」はハッチ作である。
しかし、いずれのシングルもイギリスではチャートインする事が無く、しばらくスウェーデンで過ごしていたが、4枚目のシングル、ドリフターズ (アメリカ)のカバー、「恋人がほほえむ時 (When my little girl is smiling)」がチャートの9位を記録する。 続く「エイント・ザット・ファニー」も8位を記録し、スウェーデンとイギリスを行き来する生活が続いた。

### 低迷
1962年の「スパニッシュ・ハーレム」以降は全くイギリスではヒットが出ていない。スカンジナビアやドイツといったヨーロッパ圏で活動を続けている。
1963年、ジャスティスの曲、「サン・ラケルの割れた鐘」でユーロビジョン・ソング・コンテストのイギリス代表にエントリーするも、ロニー・キャロルの「セイ・ワンダフル・シングス」に敗れる。
1964年、ザ・ビートルズのスウェーデンの公演に前座でブッキングされ、7月29日に出演している。
時代は、ザ・ビートルズやザ・ローリング・ストーンズといった、爆発的な人気を誇るビート・グループの時代になっていた。ポップ・シンガーとしてプロデュースされていたジャスティスの音楽とかけ離れていた事は明白だった。
結局、パイ・レコードではヒットが出せず、パイ・レコードを辞める。別のレコード会社に移籍するも、ヒットが出ていない。音楽界から引退する。